# Полінья-де-Шукер
Полінья-де-Шукер, Полінья-де-Хукар (валенс. Polinyà de Xúquer (офіційна назва), ісп. Poliñá de Júcar) — муніципалітет в Іспанії, у складі автономної спільноти Валенсія, у провінції Валенсія. Населення — 2511 осіб (2010).

## Географія
Муніципалітет розташований на відстані близько 320 км на південний схід від Мадрида, 30 км на південь від Валенсії.

## Демографія
Динаміка населення (INE ):

## Галерея зображень

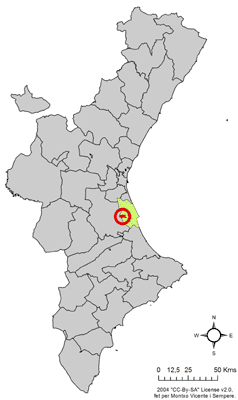
Розташування муніципалітету у автономній спільноті Валенсія
Розташування муніципалітету Полінья-де-Шукер у комарці Рібера-Баха